# Prager Aufstand
Der Prager Aufstand (tschechisch Pražské povstání) bezeichnet eine militärische Erhebung des tschechischen Widerstandes gegen die deutschen Besatzer in Prag am Ende des Zweiten Weltkrieges. Er begann am 5. Mai 1945 durch eine Meldung im tschechischen Radio und endete mit einem Waffenstillstand sowie mit dem Abzug der Wehrmacht aus Prag am 8. Mai 1945. Einen Tag später zog die Rote Armee in die befreite Stadt ein.

## Ausgangslage
Nach dem Münchner Abkommen war die Tschechoslowakei zerschlagen worden und auf großen Teilen ihres Staatsgebietes vom Deutschen Reich unter Adolf Hitler das Protektorat Böhmen und Mähren errichtet worden. Der Name sollte an die Zeit österreichischer Herrschaft erinnern und den politischen Zustand unverfänglich umschreiben (Euphemismus). Tschechische Intellektuelle wurden verhaftet und deportiert, die Karls-Universität geschlossen und das öffentliche Leben wie im NS-Staat gleichgeschaltet.
Massive Repressalien erlebte die tschechische Bevölkerung – neben der Judenverfolgung – bei den Vergeltungsmaßnahmen infolge der Ermordung des stellvertretenden Reichsprotektors Reinhard Heydrich durch Tschechoslowaken im Mai 1942. Weiterhin wurden viele deutsche Exilanten, die im liberalen Nachbarland Schutz gesucht hatten, von der Gestapo verhaftet und deportiert.
Ende April 1945 hatte die Rote Armee Berlin eingeschlossen. Im Osten durchstieß sie die Karpaten und befreite die Slowakei (vgl. Slowakischer Nationalaufstand). Im Südosten endete die Schlacht um Budapest, und in der Wiener Operation wurde Wien erobert. Im Westen erreichte die 1. US-Armee bei Torgau die Elbe und traf dort auf die sowjetischen Truppen. München und Nürnberg waren ebenfalls gefallen. Die 3. US-Armee stieß in Westböhmen auf Pilsen vor. Damit war ein großer Teil des früheren tschechoslowakischen Gebiets von alliierten Einheiten eingenommen.
Im Frühjahr 1945 existierten in Böhmen und Mähren kleinere und größere Partisanenverbände mit einer Gesamtstärke von 7.500 Mann, die systematisch die Nachschubwege der deutschen Front angriffen. In manchen Gebieten war es Deutschen nachts nicht mehr möglich, diese ohne Schaden zu betreten.

## Der Aufstand

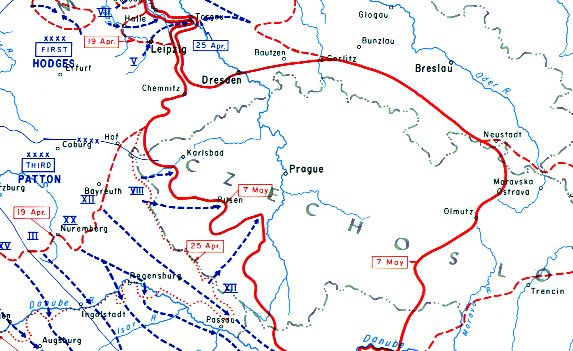
Lage am 7. Mai 1945.

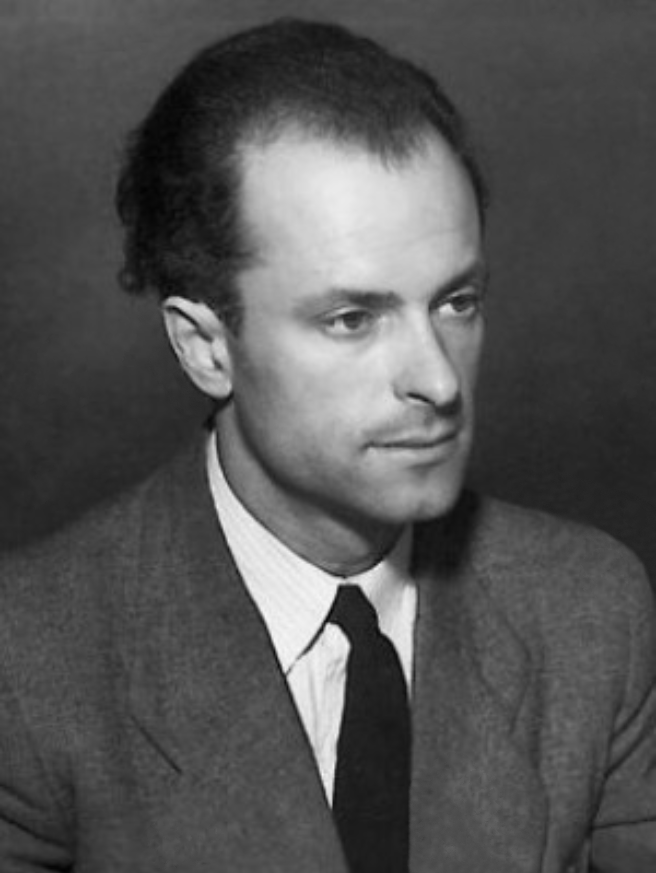
Moderator Zdeněk Mančal

Ende April 1945 standen die Alliierten bereits in der Nähe Prags. Ein Großteil der Stadtbewohner strömte in die Straßen, um die kommenden Befreier willkommen zu heißen. Am 30. April und 1. Mai 1945 ließ deshalb der SS-Obergruppenführer und General der Polizei Karl Hermann Frank über das Radio in Prag verbreiten, dass jeder Versuch eines Aufstandes in einem „Meer aus Blut“ enden würde. In der allgemeinen Unruhe ordnete er an, die Straßen zu räumen, und erteilte einen Schießbefehl, sollte sich jemand der Anordnung widersetzen.
Am 5. Mai wurde der Aufstand durch die Morgensendung im tschechischen Radio ausgelöst. In einer Mischung aus deutscher und tschechischer Sprache begann der Moderator Zdeněk Mančal seine Sendung mit den Worten Je právě sechs hodin (dt.: Es ist genau sechs Uhr) und führte fortan nur noch in Tschechisch durch das Programm. Damit unterlief er die strikte Anweisung des deutschen Intendanten nach zweisprachigen Sendungen. Der Intendant Ferdinand Thürmer rief daraufhin deutsche Soldaten zum Sender, die dort auf tschechische Widerstandskämpfer trafen. Der Moderator schickte darauf einen Notruf über den Äther: „Wir rufen die tschechische Polizei, die tschechische Gendarmerie und die staatliche Armee auf, dem Tschechischen Rundfunk zu helfen.“ Der Gefechtslärm war im Radio zu hören, woraufhin sich immer mehr Prager gegen die deutsche Herrschaft erhoben.
Deutsche Schilder wurden heruntergerissen, tschechoslowakische Fahnen gehisst und Barrikaden gebaut. Die Kampfhandlungen befehligte auf tschechischer Seite General Karel Kutlvašr, der insbesondere von den Kampfeinheiten der Widerstandsgruppen Alex (Befehlshaber General František Slunečko) und Bartoš (Befehlshaber General František Bürger-Bartoš) unterstützt wurde.
Der Aktion schlossen sich in Prag augenblicklich die verbliebenen Reste der Regierungstruppen in Stärke von etwa dreihundert Mann an, die gesamte Protektoratspolizei, Wachleute, Feuerwehrmänner, das öffentliche Sanitätspersonal, die Straßenbahner (sechstausend Mann); Tausende von Freiwilligen, frühere Soldaten und Nicht-Soldaten meldeten sich.
Der spontan ausgebrochene Aufstand überraschte mit seiner Heftigkeit die Alliierten und die Tschechoslowakische Exilregierung wie auch den kommunistischen Widerstand, der sich nicht vorstellen konnte, dass Bürger ohne Leitung der Parteifunktionäre einen Aufstand organisieren könnten.
Im Laufe des 5. Mai konnte der tschechische Widerstand die SS-Einheiten am Radiogebäude überwältigen und das Hauptquartier der Gestapo und das Hauptamt der Sipo einnehmen. Am Nachmittag zog das Nationalkomitee des Widerstandes im Altstädter Rathaus ein. Währenddessen breitete sich der Aufstand immer weiter aus. Immer mehr deutsche Einheiten in der Stadt wurden attackiert und entwaffnet. Ebenso konnte der Ministerpräsident der Protektoratsregierung, Richard Bienert, auf dem Weg zum Radiosender festgenommen werden. Offiziell wollte er dort das Ende des Protektorats verkünden. In den Abend- und Nachtstunden des Tages begann ein deutscher Gegenangriff mit schweren gepanzerten Kräften.
Am Aufstand beteiligten sich bis zu 30.000 Prager, sie errichteten Barrikaden. Dem Aufstand stand eine Übermacht von 80.000 Soldaten der neuaufgestellten Heeresgruppe Mitte in der Umgebung Prags gegenüber. Diese befanden sich jedoch außerhalb der Stadt, wollten eine Verbindung zu den Einheiten in der Stadt aufbauen und schließlich den Aufstand niederschlagen. Durch den Angriff der deutschen Kräfte änderte sich das Kräfteverhältnis; die deutschen Militäreinheiten erzwangen ein Patt sowie eine Stabilisierung ihrer Situation.
Am Morgen des 6. Mai waren über 1.000 Barrikaden errichtet worden. Die tschechischen Truppen hatten die Hälfte der Stadt unter ihre Kontrolle bringen können. Die über die ganze Stadt verteilten deutschen Garnisonen waren eingekesselt worden. Die Aufständischen kappten deren Strom-, Wasser- und Telefonverbindungen. Mit der gezielten Lahmlegung der Telefonnummern der Behörden der Besatzer, der Gestapo, der Wehrmacht, der SS-Einheiten und einem Kreis deutscher Zivilisten, hatten die Deutschen keine Verbindung und auch keine Informationen mehr. Auf beiden Seiten begannen in dieser Frühphase bereits Ausschreitungen gegen unbewaffnete Opfer. Ab Mittag des 6. Mai wurde vom tschechischen Widerstand willkürlich auf deutsche Zivilisten geschossen, zum Teil auf Gäste in Prager Hotels.

## Deutscher Gegenangriff

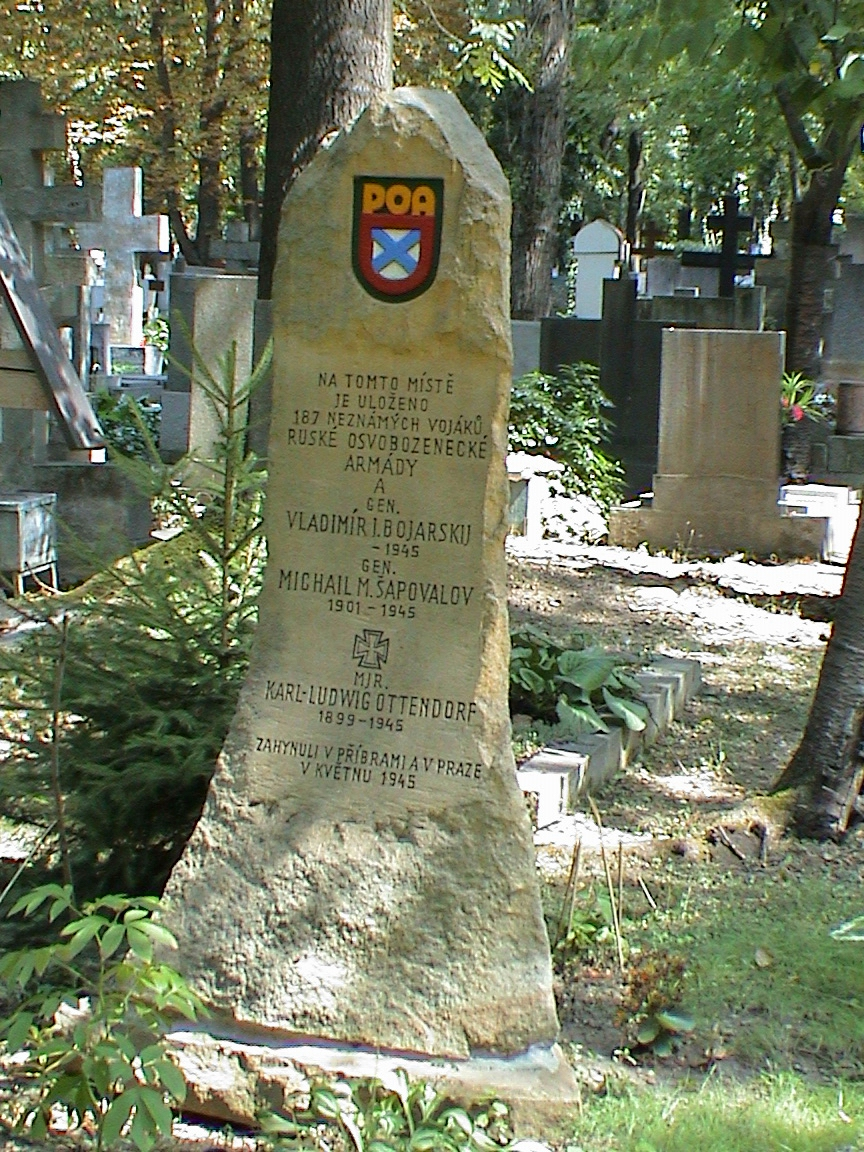
Massengrab mit zwei Generälen und 187 unbekannten ROA-Soldaten, Olšany-Friedhof, Prag

Die außerhalb der Stadt stehenden deutschen Verbände rückten sofort in die Stadt ein und versuchten die dortigen Kräfte zu unterstützen. Hauptziel war die Einnahme und Sicherung der Eisenbahnlinien und der Kommunikationszentren der Stadt, um rechtzeitig einen gesicherten und schnellen Rückzug zur amerikanischen Front herstellen zu können, bevor die Rote Armee die Stadt erreichte.
Am 6. Mai versuchten die deutschen Kräfte das Radiogebäude zurückzuerobern. Heftiger tschechischer Widerstand im Gebäude selbst und an den Barrikaden auf den benachbarten Straßen ließ dieses Vorhaben scheitern, so dass der Einsatz von Bombern der Luftwaffe folgte. Daraufhin mussten die Tschechen die Leitung des Aufstandes an einen anderen Ort verlegen.
Mit dem Erreichen der westböhmischen Stadt Pilsen durch die US-Armee am 6. Mai waren die Hoffnungen der Aufständischen groß, dass amerikanische Panzerspitzen bald die Hauptstadt erreichen würden. Unbekannt war ihnen die vereinbarte Demarkationslinie der Alliierten, die 70 km westlich von Prag verlief. Aufrufe des tschechischen Radios an die Amerikaner, den Aufstand zu unterstützen, blieben deswegen unbeantwortet. Der Standort der sowjetischen Front war genauso unbekannt, wie auch die Tatsache, dass sich die deutsche Wehrmacht nach der Prager Operation auf dem Rückzug vor der Roten Armee befand.
Am 5. Mai hatte der Chef des sowjetischen Generalstabs General Antonow in Erfüllung der früher abgeschlossenen Vereinbarung gefordert, dass die Amerikaner auf der Linie Karlsbad-Pilsen-Budweis ihren Vormarsch beenden sollten.
Am 7. Mai Nachmittag wurde die Lage für die Aufständischen kritisch. Die Deutschen besetzten zunächst den Hauptbahnhof und anschließend auch den Masaryk-Bahnhof, wo es zu einem Massaker kam. Insgesamt wurden 53 Personen, die im Verdacht standen, an den Kämpfen teilgenommen zu haben, einschließlich mehrerer Eisenbahnangestellten und zufällig anwesender Reisender erschossen.
Aus mehreren Richtungen fuhren die deutsche Panzer auch auf den Altstädter Ring. Das Gefecht verwandelte sich in eine systematische Beschießung des Rathauses.
Am 7. Mai kündigte Schwerin von Krosigk, Mitglied der letzten Reichsregierung in Flensburg-Mürwik, über den Reichssender Flensburg die bevorstehende Bedingungslose Kapitulation der Wehrmacht an. Die an diesem Tag ebenfalls noch sendende Rundfunkstation Prag I behauptete, die Meldungen aus Flensburg würden auf einem Propagandatrick der Alliierten beruhen und forderte die Fortsetzung der Kampfes.

### Angriff der Waffen-SS
Wegen der geringen Fortschritte der Wehrmacht griffen am 7. Mai Verbände der Waffen-SS mit schweren Waffen in die Kämpfe ein. Dabei handelte es sich in der Hauptsache um Militäreinheiten vom SS-Truppenübungsplatz Böhmen in Benešov, die sich als Gefechtsverband „Wallenstein“ formierten. Gepanzerte Einheiten drangen in die Stadt ein, Artillerie und Luftwaffe verursachten schwere Schäden an zahlreichen historischen Gebäuden. Bereits nach wenigen Stunden befanden sich die deutschen Kräfte im Vorteil gegenüber den Aufständischen, die nur wenige Panzerabwehrwaffen und für diese auch nur wenig Munition besaßen. Der Befehlshaber der Waffen-SS in Böhmen und Mähren, SS-Gruppenführer (Generalleutnant) Carl Friedrich Graf von Pückler-Burghauss forderte, das historische Stadtzentrum durch Brandbomben dem Erdboden gleichzumachen, mit den Worten „Das ganze Nest muss brennen“.
In den Kämpfen um das Altstädter Rathaus wurde das Gebäude schwer beschädigt.

### Frontwechsel der ROA

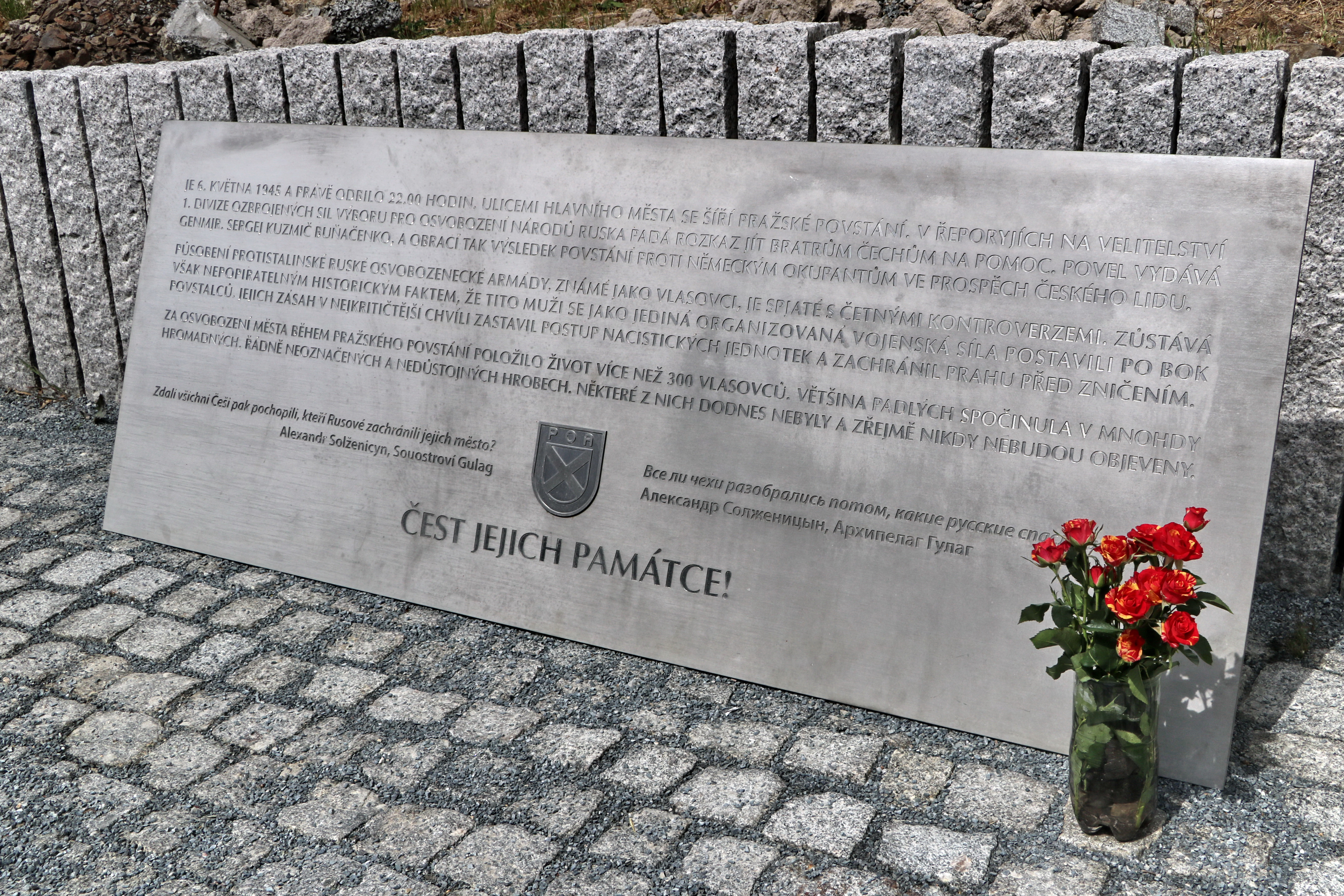
Denkmal für die Kämpfer der Russischen Befreiungsarmee in Prag-Řeporyje (2020 eingeweiht)

Eine vorübergehende Wende zugunsten der Aufständischen brachte die russische Wlassow-Armee, die die Seiten wechselte.
Während des deutschen Gegenangriffes begann die 1. Division der Russischen Befreiungsarmee (ROA), die bisher auf der Seite der Wehrmacht im deutschen V. Armeekorps gegen die Rote Armee stand, nun gegen die Waffen-SS zu kämpfen.
Der Eingriff der Wlassow-Soldaten in die Kämpfe in Prag am 6. und 7. Mai half den Aufständischen enorm – unter anderem dadurch, dass sie den Flughafen in Ruzyně besetzten, von dem aus die deutschen Bomberangriffe gestartet waren.
Im Gegensatz zum tschechischen Widerstand verfügte die ROA über schwere Waffen, Panzer und erfahrene Veteranen von der Ostfront. Beim Kampf in den Prager Stadtteilen Smíchov und Pankrác kamen 300 ihrer Soldaten ums Leben.
Der Prager Radiosender ließ hierzu verlauten:
„Diese Truppen kämpfen auf unserer Seite und sind in deutsche Uniformen gekleidet, die mit Trikoloren in den slawischen Farben gekennzeichnet sind. Auf ihren Panzern befinden sich die tschechoslowakische Fahne und weisse Streifen. An ihren Mützen haben die Soldaten ein ovales Abzeichen. Auf den linken Arm ihrer Wehrmachtuniform sind die grossen Buchstaben POA genäht.“
Die Prager Bevölkerung feierte sie als Befreier; sie hatten vielen Pragern das Leben und Prag vor größeren Zerstörungen gerettet, doch der Tschechische Nationalrat weigerte sich, die russischen Soldaten in Wehrmachtuniformen als ihre Verbündeten und gleichberechtigte antifaschistische Kämpfer anzuerkennen. Zu groß war die Angst vor dem sowjetischen Verbündeten.
Ein Bevollmächtigter des Präsidenten Beneš hatte den Nationalrat gewarnt, Verhandlungen aufzunehmen mit „diesen Verrätern, die sich in letzter Sekunde retten wollen“.
Auch die ROA plante trotz des Frontwechsels nicht, in Prag zu verweilen. Da ihr Befehlshaber Wlassow nicht die vollständige Unterstützung der tschechischen Anführer hatte, musste er daher fürchten, mit seinen Einheiten an die Sowjets verraten zu werden. Über einen Missionär erfuhr er, dass die Amerikaner nicht nach Prag vordringen würden.
Am Abend des 7. Mai verkündete der Tschechische Nationalrat im Rundfunk seinen Standpunkt: „dass die antideutsche Aktion des General Wlassow eine eigene Angelegenheit dieser Einheiten ist und der Tschechische Nationalrat keine politischen Abkommen mit ihnen abgeschlossen hat. Die Kooperation der militärischen Aktionen gegen die Nazis unterliegt den militärischen Stäben des Tschechischen Nationalrats.“
Nachdem die tschechische Seite ein Angebot des Kommandeurs Sergei Kusmitsch Bunjatschenko abgelehnt hatte, brach die Russische Befreiungsarmee bald die Kämpfe ab und stieß den amerikanischen Truppen entgegen, um sich ihnen zu ergeben. Zu diesem Zeitpunkt stand nach Absprache unter den Alliierten fest, dass diese Truppen an die Sowjetunion ausgeliefert werden sollten.
Die ROA ließ bei ihrem Rückzug neben 300 Toten Hunderte Verwundete in den Lazaretten zurück, die beim Einmarsch der Roten Armee kein Erbarmen fanden.

## Rückzug der deutschen Verbände
Am 8. Mai gab der Rundfunksender auf Tschechisch und auf Deutsch wiederholt Nachrichten über die bevorstehende Kapitulation der Regierung Dönitz bekannt.
Im Anbetracht der Tatsache, dass keine alliierte Hilfe eingetroffen war und die Zerstörung der Stadt zunahm, beschloss die Führung der Aufständischen mit den deutschen Einheiten unter dem Stadtkommandanten von Prag, General Rudolf Toussaint, Verhandlungen aufzunehmen; auf der tschechischen Seite verhandelten einige Mitglieder des Tschechischen Nationalrates und der General Karel Kutlvašr, der einen Waffenstillstand am 8. Mai 1945 von Toussaint entgegennahm – nur wenige Stunden vor der endgültigen Kapitulation Hitler-Deutschlands.
Das Ergebnis der Verhandlungen ermöglichte den deutschen Truppen und den deutschen Zivilisten freies Geleit aus der Stadt, während auf der anderen Seite die deutschen Kräfte die Zerstörung der Stadt einstellen würden. Die Wehrmachtsoldaten zogen nach Pilsen, wo sie sich in die Gefangenschaft der US-amerikanischen Armee ergaben und so dem Zugriff der Roten Armee entziehen konnten. Deutsche Zivilisten, die sich dem Rückzug nicht anschlossen (oder anschließen konnten) sollten unter dem Schutz des Internationalen Roten Kreuzes stehen.
Der Prager Rundfunk verkündete hierzu: „Wir weisen erneut darauf hin, dass die deutschen Truppen und SS-Gruppierungen sofern sie nach der Kapitulation in Frieden abziehen, weder angegriffen noch irgendwie in ihrem Abzug behindert werden dürfen.“ Beim Rückzug wurden Teile der abziehenden Verbände der Wehrmacht und der Waffen-SS in der Schlacht bei Sliwitz vor Erreichen der Demarkationslinie am 11. Mai 1945 in Kämpfe mit tschechischen Partisanen und der Roten Armee verwickelt und gerieten nach Kapitulation in sowjetische oder tschechoslowakische Gefangenschaft. Pückler-Burghauss und andere SS-Führer begingen Selbstmord.

## Einmarsch der Roten Armee

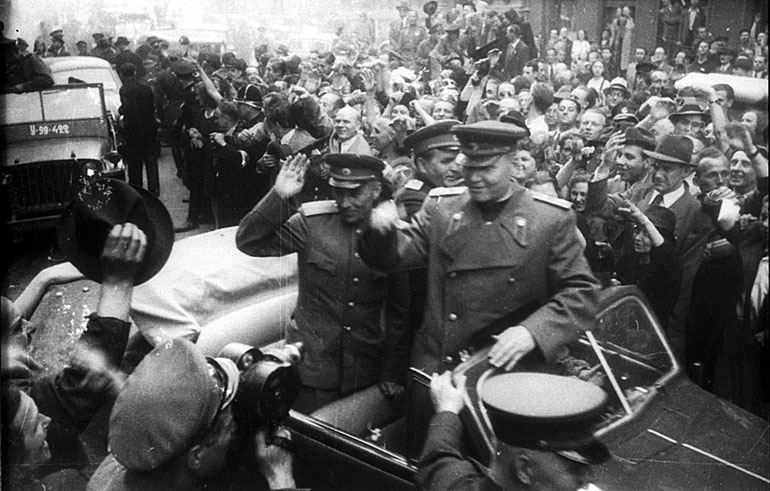
Marschall Iwan Konew wird bei seinem Einzug in Prag am 9. Mai umjubelt.

Als die sowjetischen Truppen Prag erreichten, war Prag schon befreit.
Einen Tag nach der Kapitulation marschierte am 9. Mai die Rote Armee in Prag ein. Bereits zuvor standen in den Vororten der Stadt seit dem Beginn des Aufstandes Aufklärungseinheiten der US-Armee, die jedoch nicht in die Kämpfe eingreifen konnten. So hatten US-Soldaten am 7. Mai die Stadt Rokycany/Rokican befreit. Und noch weiter rückten die US-Aufklärungstruppen vor.
Am 9. Mai erreichten sowjetische Einheiten der Operation Prag nach Mitternacht die Vororte von Prag. Es handelte sich um die 63. Garde-Panzerbrigade der 4. Panzerarmee unter Leljuschenko, die kurz nach 2 Uhr Dolní Liboc passierte und die 69. Mechanisierten Brigade aus der 3. Panzerarmee unter Rybalko, die vor allem bei Dejvice in den Kampf eingriffen, wobei sowjetische Panzer aus der Bewegung die abziehenden deutschen Kolonnen, die bereits entwaffnet waren, zerstörten. Sowjetische Maschinenpistolenschützen eroberten zusammen mit tschechischen Einheiten die letzten Stellungen der Einheiten von Wehrmacht und SS, die es nicht geschafft hatten, sich rechtzeitig zurückzuziehen.
Der erste sowjetische Panzer, der angeblich die tschechoslowakische Hauptstadt erreichte, war T-34 Nr. I-24 der 63. Panzerbrigade. Er wurde bei Kämpfen mit deutschen Panzerabwehreinheiten auf dem Platz Klárov auf der Kleinseite zerstört. An ihn und seine Besatzung erinnerte das am 29. Juli 1945 errichtete Denkmal. 1991 wurde es als Rosa Panzer bekannt und wenig später entfernt.

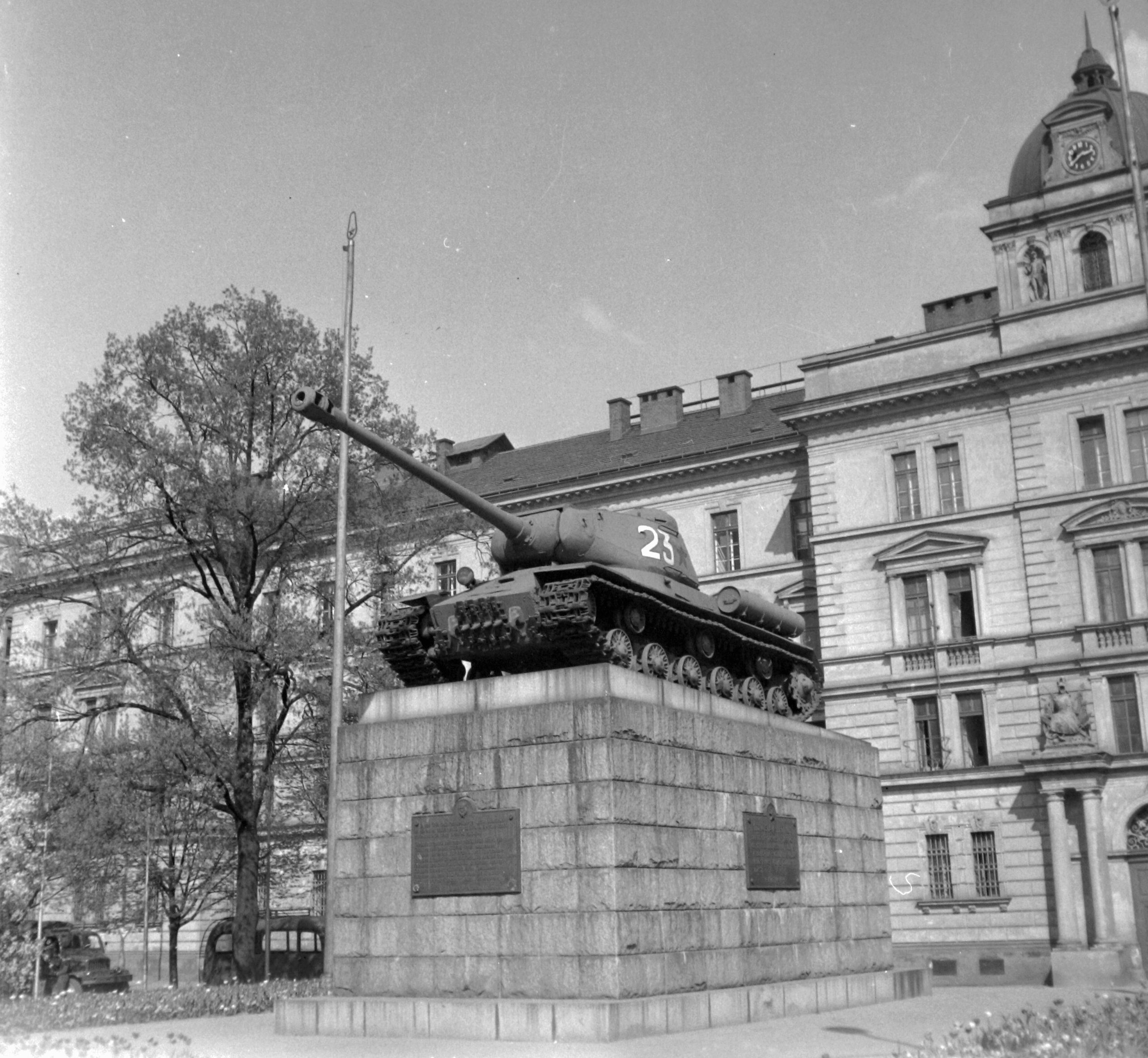
Denkmal mit dem Panzer Nr. 23 im Stadtteil Smíchov (1961)

Im Angedenken an den Einmarsch der Roten Armee wurde das Konew-Denkmal und 1988 an den Barrandov Terrassen ein Denkmal errichtet.

## Reaktionen
Präsident Beneš pries den Heldenmut des Aufstands.
Schon aber am 31. Mai bezichtigte der sowjetische Botschafter in der Tschechoslowakei Sorin in einer formellen Note den CNR, mit den Waffenstillstandsverhandlungen die Rettung einer deutschen Armee vorbereitet zu haben und sich dadurch die Sympathie der sowjetischen Armee und der tschechoslowakischen Regierung verscherzt zu haben.
Nach dem kommunistischen Februarumsturz 1948 wurde der Unterzeichner des Waffenstillstands Karel Kutlvašr aus der tschechoslowakischen Armee entlassen, im Dezember 1948 verhaftet und in einem Schauprozess am 16. Mai 1949 als angebliche Hauptfigur einer Widerstandsgruppe gegen das kommunistische Regime wegen Hochverrats zur lebenslangen Haft verurteilt.
2019 protestierte die russische Botschaft in Prag gegen die Errichtung eines Denkmals in Řeporyje zum Gedenken an die Wlassow-Armee, die half, schlimmere Massaker an der Zivilbevölkerung zu verhindern.

## Bedeutung
Obwohl bei Weitem nicht kriegsentscheidend, spielt der Aufstand bis heute eine wichtige Rolle im Selbstverständnis der Tschechen.